# مسمار جليدي

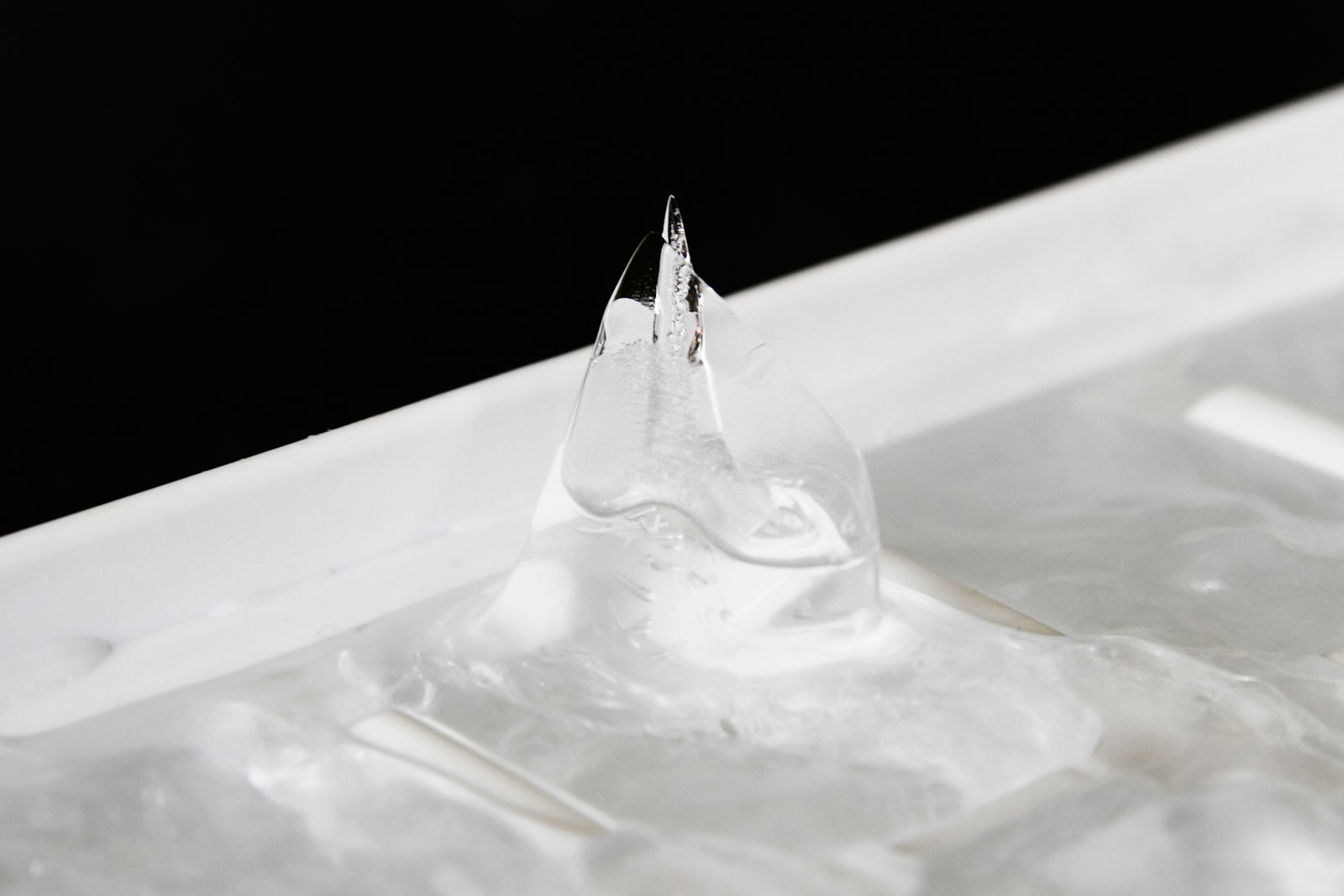
نمو المسمار الجليدي في علبة مكعبات الثلج

المسمار الجليدي (بالإنجليزية: Ice spike) عبارة عن كتلة ثلجية مدلاه متصاعدة لأعلى والتي تتكون بسبب تجمد جسم مائي. ويمكن أن تتكون الارتفاعات الجليدية في البيئات الطبيعية أو يمكن تصنيعها عن طريق تجميد المياه المقطرة في صواني بلاستيكية لمكعبات الثلج.
تتمدد المياه عندما تتجمد. وإذا كان هناك بالفعل طبقة رقيقة من الجليد السطحي فوق مسطح مائي، فإن المزيد من التجمد يمكنه أن يجبر أو يدفع المياه إلى الخارج وإلى الأعلى من خلال تشققات وتصدعات أو نقاط ضعف في هذه الطبقة. وهذا من شأنه أن ينتج تركيب أنبوبي الشكل حيث تظهر المياه على الحافة مما يطيل الأنبوب تدريجياً. ويتوقف تكون هذا الأنبوب عندما تتجمد تلك الحافة أو القمة.
نادراً ما تتكون الارتفاعات الجليدية عند تجميد المياه «الطبيعية» غير المقطرة لأن الشوائب في المياه تقوم بدور نواة أو لب الثلج لذلك فإن الماء يتجمد قبل تكون التصاعد الثلجي.
يرتبط تكوين الارتفاعات الجليدية بشكل المسطح المائي، وتركيز الشوائب الذائبة، ودرجة حرارة الهواء وتوزيع أو دوران الهواء فوق المياه.

## المراجع

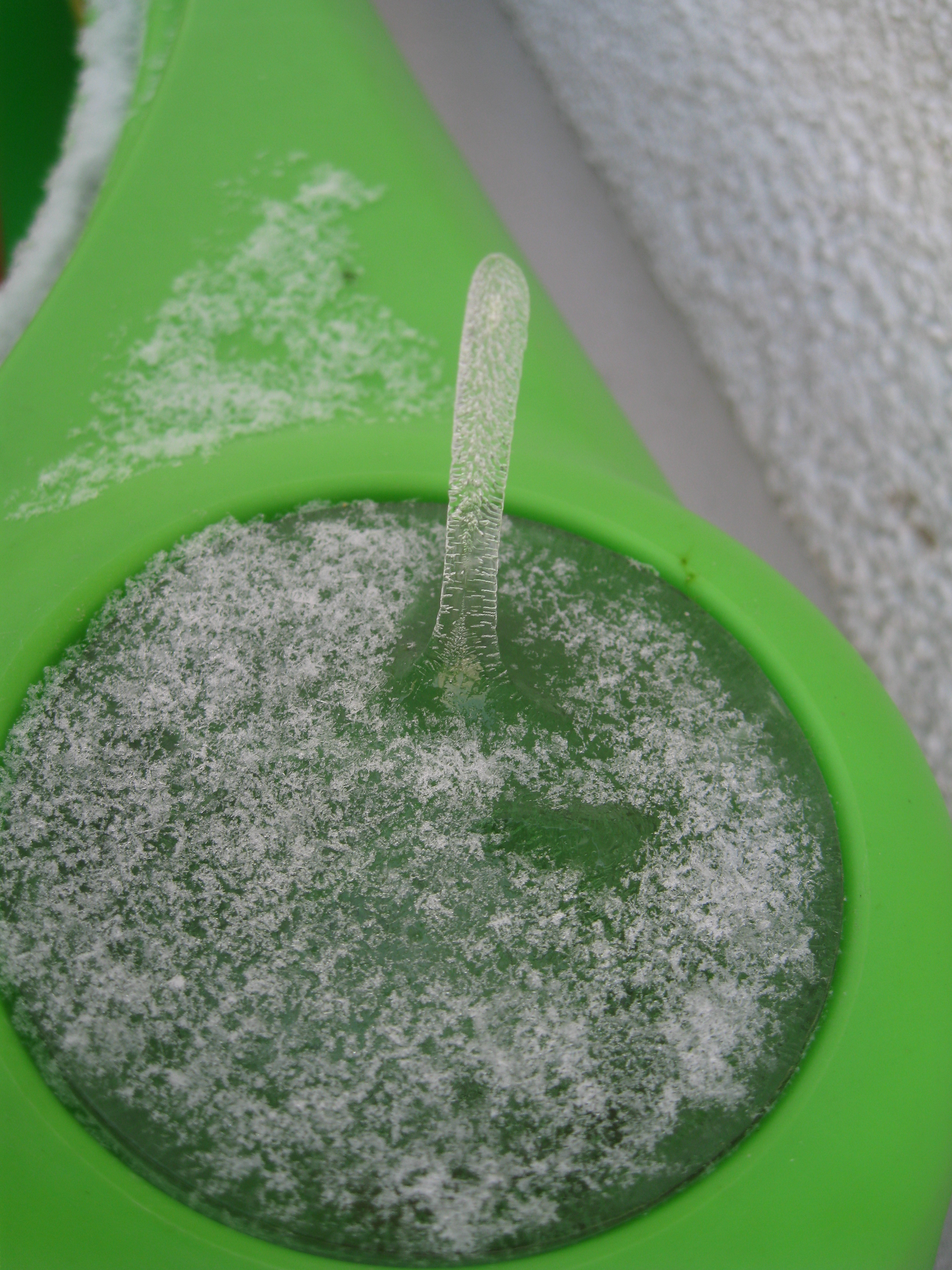
نمو المسمار الجليدي في الهواء الطلق في دلو من البلاستيك

## وصلات خارجية
- Ice Spikes: Strange things you can find in your freezer
- Why do ice cubes grow spikes?
- Ice Formations with Daily (Diurnal) Freeze/Thaw Cycles نسخة محفوظة 26 نوفمبر 2017 على موقع واي باك مشين.
- Ice Spike Art Photography